# Cuch Holoch
Cuch Holoch es una localidad del municipio de Halachó en el estado de Yucatán, México.

## Toponimia
El nombre (Cuch holoch) proviene de cuch que significa en idioma maya cargar y holo'ch que significa brácteas de mazorca.

## Hechos históricos
- En 1995 cambia su nombre de Cuchholoch a Cuch Holoch.

## Demografía
Según el censo de 2005 realizado por el INEGI, la población de la localidad era de 421 habitantes, de los cuales 217 eran hombres y 2041 eran mujeres.
| 120                         | 142 | 421 | 378 | 367 | 491 | 615 | 738 | 570 | 1416 | 1586 | 1730 | 2040 |
| (Fuente: INEGI [Consultar]) |     |     |     |     |     |     |     |     |      |      |      |      |